# Chorthippus almoranus
Chorthippus almoranus är en insektsart som beskrevs av Boris Petrovich Uvarov 1942. Chorthippus almoranus ingår i släktet Chorthippus och familjen gräshoppor. Inga underarter finns listade i Catalogue of Life.